# Danh sách tổng lãnh sự quán tại Đà Nẵng
Bài viết chứa danh sách tổng lãnh sự quán có địa chỉ tại Đà Nẵng.

## Danh sách
| Tỗng lãnh sự quán | Địa chỉ                                                                               | Điện thoại           | Fax                     | Email                         |
| ----------------- | ------------------------------------------------------------------------------------- | -------------------- | ----------------------- | ----------------------------- |
| Lào               | 16 đường Trần Quý Cáp, Phường Thạch Thang, Quận Hải Châu                              | +84 236-3821208      | +84 236-3822628/3899613 | laoconsuldanang@gmail.com     |
| Nga               | 22 đường Trần Phú, Phường Thạch Thang, Quận Hải Châu                                  | 0236-3822380/3818528 | 0236-3818527            | rusconsdanang@mid.ru          |
| Nhật Bản          | Tầng 4-5, Số A17- 18-19, Đường 2/9, P. Bình Thuận, Q. Hải Châu, TP. Đà Nẵng, Việt Nam | +84-(0)236-3555-535  |                         | daihyou-danang@xu.mofa.go.jp  |
| Trung Quốc        | Lô 4-8 Trần Trọng Khiêm, Phường Khuê Mỹ, Quận Ngũ Hành Sơn                            | 0084-236-3987556     | 0084-236-3987552        | chinaconsul_danang@mfa.gov.cn |
| Hàn Quốc          | Tầng 3-4, Lô A1-2, Đường Chương Dương, Phường Khuê Mỹ, Quận Ngũ Hành Sơn              | +84-23-6356-6100     | +84-23-6356-6105        | danang@mofa.go.kr             |